# Ромео Митрович
Ромео Мітрович (босн. Romeo Mitrović, нар. 12 липня 1979, Тузла) — боснійський футболіст, воротар клубу «Динамо» (Загреб).

## Клубна кар'єра
У дорослому футболі дебютував 1999 року виступами за «Слободу» (Тузла), в якій провів три сезони, взявши участь лише у 7 матчах чемпіонату.
Своєю грою привернув увагу представників тренерського штабу «Осієка», до складу якого приєднався 2002 року. Відіграв за команду з Осієка один сезон своєї ігрової кар'єри, після чого повернувся до «Слободи».
Протягом 2004–2008 років захищав кольори клубу «Зріньскі», де зміг стати основним голкіпером і допоміг виграти команді кубок Боснії та Герцеговини.
2008 року уклав контракт з угорським клубом «Кечкемет», у складі якого провів наступні два роки своєї кар'єри гравця. В новому клубі також був основним голкіпером, після чого недовго виступав за норвезький «Нібергсунд».
Згодом грав у складі хорватського «Локомотива».
До складу «Динамо» (Загреб) приєднався на початку 2012 року, проте не зміг стати основним воротарем і програв конкрецію за місце в воротах Івану Келаві.

## Виступи за збірну
2006 року провів у складі національної збірної Боснії і Герцеговини два матчі, після чого до лав збірної більше не викликався.

## Досягнення
- Володар кубка Боснії та Герцеговини: 2007-08
- Чемпіон Хорватії: 2011–12.
- Володар кубка Хорватії: 2012